# SV Memmelsdorf/Ofr.
Der SV Memmelsdorf/Ofr. ist ein Sportverein aus der oberfränkischen Gemeinde Memmelsdorf. Neben der Fußballabteilung wird in dem Verein Basketball und Schach, angeboten.

## Geschichte
Aus der Taufe gehoben wurde der Verein am 7. Dezember 1923. Seine Farben sind rot und weiß. Derzeit gehören ca. 350 Mitglieder dem Verein an.

## Fußball
Die Heimspiele der Fußballer finden im Schmittenau-Stadion statt. 1987 schaffte die 1. Mannschaft den Aufstieg in die Landesliga, scheiterte aber an der Relegation zum Aufstieg in die Bayernliga. Nach zweimaligem Ab- und Wiederaufstieg in den nächsten Jahren kam 2009 dann der größte Erfolg, der Aufstieg in die Bayernliga. Dort konnte sich die Mannschaft 2009/10 nicht halten und spielte danach wieder in der Landesliga Nord. Durch die Neuordnung der Fußballligen spielte die erste Mannschaft von 2012 bis zu ihrem Abstieg 2015 in der Bayernliga Nord.
In der Saison 21/22 schaffte die neu strukturierte Mannschaft um das Trainerduo Wernsdorfer/Saal den Klassenerhalt in der Landesliga Nordwest. In der Saison 22/23 startete die erste Mannschaft in der Landesliga Nordost und musste am Ende den direkten Abstieg in die Bezirksliga antreten. Zur neuen Saison 23/24 meldet der SV Memmelsdorf keine Bezirksligamannschaft wegen Spielermangel. Die Zweite Mannschaft wurde somit zur ersten Herrenmannschaft. Für die Saison 24/25 übernahm Dominik Kauder den Posten als Cheftrainer, mit ihm kehrten weitere ehemalige Memmelsdorfer zurück
Die 2. Mannschaft schaffte 2007 den Aufstieg in die Kreisliga Bamberg, nach dem Aufstieg 2011 spielen sie in der Bezirksliga Oberfranken West. In der Saison 21/22 schloss sich die zweite Mannschaft einer Spielgemeinschaft mit der zweiten Mannschaft vom SV Merkendorf an und spielte in der Kreis Klasse 2 Bamberg. Die Mannschaft wurde zurückgezogen und es folgte der Abstieg in die A-Klasse. Für die Saison 22/23 hat der SV Memmelsdorf eine eigene 2. Mannschaft gemeldet, die in der A1-Klasse Bamberg gestartet ist. Ab der Saison 23/24 spielt die zweite Mannschaft des SVM in der B Klasse Reserveliga.
Neben A-, C-, D- E-, F- und G-Junioren gibt es noch die Minis und die „alten Herren“.

## Kegeln
Die Kegelabteilung wurde am 12. Juni 1969 gegründet. Und im April 2022 geschlossen.
In der Saison 2008/09 spielte die erste Männermannschaft in der Bezirksliga Oberfranken. In der laufenden Saison spielen sie wieder in der Kreisklasse A.
1. Männer: Kreisklasse A; 2. Männer: Kreisklasse D 1; 1. Frauen: Kreisklasse A; 2. Frauen: Kreisklasse B; Jugend: Kreisklasse U 18 - A

## Sonstige Abteilungen
Es gibt noch eine Schachabteilung und eine kleine Skigruppe, die aber nicht aktiv an Wettbewerben teilnimmt. Seit 2023 baut der SVM eine Basketballabteilung auf die mittlerweile Ligaspiele mit einer eigenen U12 Jugend absolviert und eine Herrenmannschaft stellt.